# 오대근
오대근(1982년 5월 11일 ~ )은 대한민국의 필드하키 선수이며 포지션은 수비수이다. 성남시청 소속이다.

## 학력
- 한국체육대학교 졸업

## 경력
- 2012년 하계 올림픽 남자 하키 국가대표
- 2014년 아시안 게임 남자 하키 국가대표

## 수상
- 2014년 아시안 게임 남자 하키 동메달